# Mark Fitzpatrick
Mark Fitzpatrick (* 13. November 1968 in Toronto, Ontario) ist ein ehemaliger kanadischer Eishockeytorwart, der von 1988 bis 2000 für die Los Angeles Kings, New York Islanders, Florida Panthers, Tampa Bay Lightning, Chicago Blackhawks und Carolina Hurricanes in der National Hockey League spielte.

## Karriere
Während seiner Juniorenzeit spielte Fitzpatrick gemeinsam mit Trevor Linden und Wayne Hynes bei den Medicine Hat Tigers in der Western Hockey League. Zweimal, 1987 und 1988, gewannen sie den Memorial Cup. Beim NHL Entry Draft 1987 wählten ihn die Los Angeles Kings in der zweiten Runde als 27. aus.
Seine ersten Spiele als Profi spielte er für die New Haven Nighthawks in der American Hockey League. Bei den Kings bildeten Glenn Healy und Roland Melanson in der Saison 1988/89 das Torwartduo, doch Fitzpatrick schaffte bald den Sprung in den Kader. Es war auch die erste Saison von Wayne Gretzky in Los Angeles. Die Kings hatten keine Geduld und wollten den schnellen Erfolg. So gaben sie ihn gemeinsam mit Wayne McBean – sowie wenige Monate später zusätzlich noch Doug Crossman – für Kelly Hrudey an die New York Islanders ab. In der Saison 1989/90 war er die Nummer 1 der Islanders, doch kurz vor dem Start der folgenden Spielzeit erkrankte er am Eosinophilie-Myalgie-Syndrom. Da es ihm gelang, die Krankheit zu überwinden und noch zwei Spiele in dieser Saison zu bestreiten, wurde er mit der Bill Masterton Memorial Trophy ausgezeichnet. Hinter Glenn Healy, der kurz nach ihm zu den Islanders gekommen war, kämpfte er in den darauffolgenden Jahren, um an die Leistung früherer Jahre anzuschließen.
Im Sommer 1993 wechselte er zu den Nordiques de Québec, die dafür Ron Hextall zu den Islanders schickten. Bei diesem Tauschgeschäft wurden auch noch zwei Erstrunden-Draftrechte getauscht. Quebec nutzte das erworbene um Adam Deadmarsh zu verpflichten, während die Islanders mit ihren Todd Bertuzzi holten. Schon vier Tage später waren es die Florida Panthers, die ihn im NHL Expansion Draft 1993 auswählten. In Florida wurde John Vanbiesbrouck die neue Nummer 1, zusammen mit Fitzpatrick bildeten die beiden eines der stärksten Torhüterduos. Gemeinsam führten die beiden die Panthers als erstes der Teams, die in den 1990er Jahren in die NHL aufgenommen worden waren, in die Finalserie der Playoffs 1995/9696.
Im Januar 1998 wurde er zusammen mit Jody Hull an die Tampa Bay Lightning abgegeben, die im Gegenzug Dino Ciccarelli und Jeff Norton zu den Panters schickten. In Tampa war er wieder Stammtorwart. Er war jedoch nur kurz im Team und wurde nach Saisonende für Michal Sýkora zu den Chicago Blackhawks weitergegeben. Als Nummer 2 hinter Jocelyn Thibault hatte er nur wenig Eiszeit. Die nächste Station waren die Carolina Hurricanes, die einen Nachfolger für Trevor Kidd suchten. Er sollte Back-up für Artūrs Irbe werden, doch Éric Fichaud setzte sich hier durch. Nur drei Spiele bestritt er in Carolina. Er spielte noch einige Zeit in der IHL bei den Cincinnati Cyclones und Detroit Vipers. Er versuchte sich noch einmal bei den Vancouver Canucks in der NHL durchzusetzen. Trotz einer guten Vorbereitung entschied man sich für Bob Essensa. Im Sommer 2001 beendete er seine Karriere.

## Sportliche Erfolge
- Memorial Cup: 1987 und 1988

### Persönliche Auszeichnungen
- WHL East Second All-Star Team: 1986 und 1988
- Del Wilson Trophy: 1986
- Memorial Cup All-Star Team: 1987 und 1988
- Hap Emms Memorial Trophy: 1987 und 1988
- Bill Masterton Memorial Trophy: 1992